# Феминизм в Швеции
В Швеции борьба женщин за свои права прошла путь от «женского вопроса» (kvinnosak) до «государственной политики равенства» (jämställdhetspolitik)
Идея равенства женщин и мужчин — одна из центральных в общественной жизни Швеции. Она проявляется на всех уровнях: в семье, образовании, на рабочем месте, церковной жизни и коридорах власти. Так, например, по итогам выборов 2018 года в риксдаге заседают 46 % женщин, а в правительстве работают — 52 %

## История движения

### XVIII—XIX век
Среди ключевых этапов развитии феминистического движения в XVIII—XIX веках можно назвать такие события:
- 1761 год — Гедвига-Шарлотта Норденфельдт публикует стихотворение «Защита женщин» (Fruentimrets försvar), в котором вступает в спор со взглядами французского философа Жана-Жака Руссо о женщинах[3].
- 1819 год — создана первая женская общественная организация в Швеции. «Женское благотворительное общество» (Välgörande fruntimmerssällskapet) не только собирало средства, но и предоставляло работу для малообеспеченных женщин[4].
- 1848 год — 23-летняя жительница Стокгольма Софи Сагер обвинила в попытке изнасилования мужчину, у которого снимала жилье. Девушка сама представляла себя в суде и выиграла процесс. Считается, что она была первой женщиной в Швеции, публично выступавшей за равноправие женщин и мужчин[5].
- 1856 год — роман «Герта, или История одной души» шведской писательницы Фредрики Бремер вызвал бурную общественную дискуссию о правах женщин. В результате в 1858 году незамужние женщины по достижении 25-летнего возраста могли быть признаны дееспособными и представлять себя в суде (myndig)[6][7], а в 1861 году было учреждено первое женское высшее учебное заведение — Высшая педагогическая школа для женщин (Högre Lärarinneseminariet)[8].
- 1880-е — по всей Скандинавии идут дебаты о половой морали[англ.], в них участвуют известные деятели культуры: Ибсен пишет пьесу Кукольный дом, публично высказываются Бьёрнстьерне Бьёрнсон, Виктория Бенедиктсон, Альфхильд Агрелль, Эдвард и Георг Брандес и другие.

Во второй половине XIX века зарождается организованное движение за права женщин. Возникают организации, требующие расширения прав женщин, в том числе ликвидации юридической зависимости замужней женщины от супруга (сoverture). Среди них — «Объединение за имущественные права замужних женщин» (Föreningen för gift kvinnas äganderätt, 1873), а также старейшая из ныне действующих феминистских организаций «Союз Фредрики Бремер» (Fredrika Bremer Förbundet, 1884).

### XX век
В начале XX века в стране начинается борьба за предоставление женщинам избирательного права. Организованное в 1902 году «Национальное объединение за предоставление женщинам права голоса» (Landsföreningen för kvinnans politiska rösträtt) вместе с другими организациями на протяжении почти двух десятилетий пыталось склонить общественное мнение на свою сторону при помощи публичных выступлений, публикаций в прессе, раздачи листовок, давления на политиков и тому подобное. В результате этой деятельности в 1919 году женщины получили право голосовать и быть избранными на местных выборах, а в 1921 году — и на парламентских.
На этой волне возникает Женская гражданская школа в Фогельстаде (Kvinnliga medborgarskolan vid Fogelstad). Она была организована на семейной ферме тогдашнего депутата риксдага Элизабет Тамм. Здесь женщинам разъясняли их новые права и поощряли больше интересоваться и заниматься политикой. Участницы Фогельстадской группы даже предлагали женские списки на выборах.
В межвоенный период в Швеции возникают разнообразные организации и печатные издания для женщин любых политических взглядов и классов. Также начинают появляться женские объединения в рамках политических партий — правых и левых. На повестке дня — вопросы оплаты труда, материнства и репродуктивной свободы.
В это время активно обсуждался вопрос о месте женщины — дома или на работе. Ответ предложили в книге «Кризис в демографическом вопросе» (Kris i befolkningsfrågan, 1934 г.) социологи Гуннар и Альва Мюрдаль. Они пришли к выводу, что в национальных интересах — всячески содействовать тому, чтобы работающие замужние матери продолжали работать. Альва Мюрдаль, которая впоследствии получила Нобелевскую премию мира в 1982 г., последовательно выступала за создание системы поддержки женщин на государственном уровне, что должно было включать сексуальное просвещение, планирование семьи, организацию системы ухода за детьми, преобразование домашнего труда. Именно этот подход взяли на вооружение шведские социал-демократы, пребывавшие в то время у власти.
Конец 1960-х — начало 1970-х годов знаменуется наступлением второй волны феминизма. Представительницы более радикального крыла борются против разных форм насилия над женщинами, а также против дискриминации геев и лесбиянок. Умеренное же крыло требует равной оплаты труда, права на контрацепцию и аборты. Возникают такие организации, как, например, «Группа 222» или «Группа 8», пытающиеся влиять на правительство в вопросах расширения сети детских садов, 6-часового рабочего дня и т. п.
В 1970 году проводится налоговая реформа: отныне в Швеции налог платится не с домохозяйства, когда доходы жены и мужа суммируются, а каждым из супругов по отдельности. Для семьи становится более выгодно, когда женщина работает.
В 70-80-х идеи феминизма постепенно проникают и в ранее исключительно патриархальное рабочее движение, и в академические круги.
В 1994 году количество женщин-парламентариев впервые достигло 40 %. В том же году Швеция утверждает стратегию гендерного мейнстриминга. Она предполагает, что вопрос гендерного равенства будет учитываться на всех этапах принятия всех решений всеми участниками политического процесса.
В 1997 году по инициативе шведского правительства создается независимая правозащитная организация — «Шведское женское лобби» (Sveriges Kvinnolobby). Она объединяет 49 организаций-членов. Цель — улучшать положение женщин в шведском обществе, бороться за обеспечение равноправия женщин и мужчин в Швеции, Европейском Союзе и в мире.
В 2005 году была основана «Феминистская инициатива» (Feministiskt initiativ) — политическая партия, чья программа построена на принципах феминизма, борьбы с расизмом и защиты прав ЛГБТ.
Её возглавила одна из ведущих феминисток и бывшая глава «Левой партии» Гудрун Шиман. Партия принимала участие в четырёх избирательных кампаниях, но даже её лучший результат, полученный в 2014 году (3,12 %), не позволил «Феминистской инициативе» попасть в Риксдаг. Однако на выборах в Европарламент в том же 2014 году они получили одно место, став первой феминистской политической силой в его стенах.

## Влияние феминизма на общество

### Государственный феминизм
Обеспечение равенства полов — один из приоритетов шведских властей. Он реализуется через концепцию государственного феминизма — социальной политики государства, направленной на эмансипацию женщин.
Почти все шведские партии так или иначе системно поддерживают феминистскую повестку. Швеция — одна из стран-лидеров по числу женщин в парламенте. После выборов 2018 года 46 % депутатских мест в шведском Риксдаге принадлежат женщинам. В правительстве из 23 членов кабинета — 12 женщин (больше половины).
В программе нового правительства равенство значится отдельным пунктом: «Под гендерным равенством мы подразумеваем равные возможности для женщин и мужчин влиять на общество и свои собственные жизни. Эта сфера включает в себя вопросы власти, влияния, экономики, здоровья, образования, работы и физической неприкосновенности».
Прошлое правительство, также возглавляемое Стефаном Лёвеном, называло себя первым в мире феминистическим правительством, сделав обеспечение равенства прав женщин и мужчин одним из основных своих приоритетов. Они сосредоточились на обеспечении равенства во влиянии на политику, на рынке труда, в образовательном секторе и в вопросе доступа к медицинским услугам. Одной из задач правительства было содействовать равному распределению домашнего труда и заботы о детях, а также положить конец гендерно-обусловленному насилию.
Во внешней политике Швеция также руководствуется принципом обеспечения равенства между женщинами и мужчинами. Таким образом, Швеция проводит феминистскую внешнюю политику. По мнению внешнеполитического ведомства страны, достижение её глобальных внешнеполитических целей — мира, безопасности и устойчивого развития — невозможно без гарантий базовых прав человека для всех женщин и девочек.
В 2007—2010 гг. действовало Министерство интеграции и гендерного равенства. Министерство несло ответственность за соблюдение равенства между мужчинами и женщинами во всех общественно-политических сферах. В данный момент министром гендерного равенства при министерстве труда Швеции (Arbetsmarknadsdepartementet) является Мэрта Стеневи.
Кроме того, в каждой административной единице страны имеется должность эксперта по вопросам гендерного равенства.
По решению Риксдага в любой официальной статистике данные учитываются с разделением на мужчин и женщин. Согласно Закону о статистическом учёте, все статистические данные должны быть разделены по половому признаку, если нет противоречащих этому обстоятельств, с целью наиболее продуктивного мониторинга, анализа и решения возникающих в обществе проблем.

### Репродуктивные права
В 1938 году в Швеции была узаконена контрацепция, а также в некоторых случаях разрешены аборты по решению специальной комиссии. В 1964 году были одобрены противозачаточные таблетки.
В 1975 году женщины в Швеции получили законное право на аборт в течение первых 18 недель беременности. При этом, обращаясь за квалифицированной помощью в медицинские учреждения, они не обязаны указывать конкретные причины на проведение этой операции. Закон уточняет, что аборт могут разрешить и после 18-ти недель беременности — вплоть до 22-й недели, но уже лишь в том случае, если женщина сможет предоставить весомые аргументы в пользу операции. Тогда Национальный совет по здравоохранению рассматривает обстоятельства и принимает решение о целесообразности аборта в каждом конкретном случае.

### Декрет и уход за ребёнком
В шведском обществе первой половины 20 века в дискуссии о целесообразности разных подходов в семейной политике — мужчины-кормильца или двух работающих супругов — победила вторая модель. Усилия властей сосредоточились на создании условий, при которых женщины будут рожать и воспитывать детей, не отказываясь от профессиональной деятельности.
В 1936 году беременным разрешили сохранять рабочее место, а 1940 году — уволить беременную женщину стало и вовсе незаконно. С 1947 года вводится универсальное пособие на ребёнка. Сейчас оно составляет 1250 шведских крон в месяц и не облагается налогом.
В 1974-м Швеция становится первой страной в мире, предоставившей право на оплачиваемый декретный отпуск для обоих родителей, а с 1995 года несколько месяцев декрета закрепляются именно за отцами. Сейчас же в Швеции оплачиваемый отпуск по уходу за ребёнком составляет до 480 дней. Он делится между обоими родителями по их желанию, но при этом по 90 дней жёстко закреплены за каждым из них: если отец или мать их не используют, они пропадают. В 2016 году шведские отцы использовали 29 % от общего отпуска. И хотя сейчас ровно пополам его делят только 15 % пар, по прогнозам к 2035 году ситуация может полностью сравняться.

### Образование
В 1842 году вводится обязательное начальное образование для девочек и мальчиков. В 1861 году открывается первое высшее учебное заведение для женщин — Высшая педагогическая школа. В 1870 году женщинам разрешают учиться в университетах.
Сегодня, согласно шведскому закону «Об образовании», принятом в 1996 году, принцип равноправия должен охватывать все аспекты школьного обучения. Это означает прежде всего, что девочки и мальчики должны находиться в равных условиях, что учитель не должен разделять учеников по половому признаку или оценивать их, основываясь на гендерных стереотипах.
В Швеции не принято разделять мальчиков и девочек на уроках или давать им разные задания. Например, на уроках труда мальчики и девочки вместе обучаются шитью, вязанию, резьбе по дереву и обработке металла. На занятиях по домоводству всех детей учат гладить белье, стирать, готовить еду, планировать расходы на домашнее хозяйство.

### Борьба против насилия в отношении женщин
В 1864 году мужьям запретили наказывать жён. Через сто лет, в 1965 году, Швеция принимает закон, запрещающий изнасилование в браке. А в 1998 начинает действовать закон о неприкосновенности личности женщины. Согласно ему, любые формы насилия и жестокости, которым может подвергаться женщина, например, со стороны партнера, должны оцениваться как взаимосвязанные. Каждый случай насилия в отношении женщины должен приниматься во внимание соответствующими инстанциями. За грубое нарушение неприкосновенности женщины можно получить срок тюремного заключения до 6 лет.
В 2011 году преследование женщин во всех формах становится уголовным преступлением. В этом же году Швеция подписывает Конвенцию Совета Европы о борьбе с насилием в отношении женщин и предотвращении жестокости в семье.
В 2018 году риксдаг принимает закон, согласно которому секс без согласия считается изнасилованием, даже если к жертве не применялась сила или угрозы.

### Предотвращение проституции
Швеция выбрала путь противодействия, а не легализации проституции, в отличие от Нидерландов и Германии. Это случилось по нескольким причинам. Торговля сексуальными услугами противоречит концепции равенства между женщинами и мужчинами. В странах, где проституция была разрешена, масштабы этого явления лишь возрастали. Из-за распространения болезней и преступности проституция наносит ущерб всему обществу.
В 1999 году в Швеции начал действовать закон, противодействующий проституции и запрещающий приобретение услуг сексуального характера. Закон преследует именно покупателей секс-услуг, не предусматривая наказания для тех, кто их предоставляет. Сделано это потому, что именно покупатели услуг считаются движущей силой проституции. В 2005 году этот законодательный акт был включен и в основной Уголовный кодекс страны. Шведский подход к борьбе с сексуальными преступлениями был позже взят на вооружение и такими странами, как Норвегия, Исландия, Канада и Северная Ирландия.

### Служба в армии
Женщины могли сотрудничать с Вооруженными силами Швеции еще с начала XX века, работая на гражданской службе или как члены добровольных служб обороны таких как «Голубая звезда» (Blå Stjärnan) или «Шведская женская добровольная служба обороны» (Lottorna). В 1980 году женщины впервые смогли попробовать получить военное образование и нести военную службу. Тогда добровольное базовое образование в сфере военной авиации пожелали получить 103 девушки. 30 из них начали подготовку, а 28 — окончили. В 1981 году Риксдаг постановил, что и мужчины, и женщины могут служить на командующих должностях во всех сферах обороны. Женщинам разрешили служить офицерами, а позже солдатами и матросами. В 1989 году женщинам формально разрешили служить в любых подразделениях вооруженных сил, но до 1994 года для этого им все равно надо было проходить офицерскую подготовку. Сейчас в Швеции действует система, при которой как мужчины, так и женщины могут на равных условиях работать по контракту в вооруженных силах. На данный момент личный состав шведской армии примерно на 13 % состоит из женщин (среди офицеров и офицеров-специалистов их 5,5 %, а среди командиров групп, солдат и матросов — около 12 %). Среди гражданских сотрудников вооруженных сил женщин 38 %.

### Церковная жизнь
В Швеции ещё с 1820-х годов существовали женщины-проповедники. И хотя им не разрешалось проповедовать в храмах, они выступали рядом с церквями, собирая большие аудитории по всей стране. Первая в Швеции задокументированная проповедь женщины в помещении церкви датируется 1911 годом. Это была методистский пастор из США Анна Говард Шоу, которая выступила в церкви Густава Васы в Стокгольме по случаю конференции за предоставление избирательных прав. После этого, а особенно в период после 1940-х годов, всё больше женщин начинают проповедовать в церквях.
В 1958 году женщинам разрешили становиться священниками (пресвитерами). Спустя десять лет в Швеции появляются первые женщины-настоятельницы, в 1990-х — женщина-епископ, а в 2014-м Антье Якелен становится архиепископом Уппсалы и главой Церкви Швеции.
За последние пятьдесят лет гендерный состав работников церкви значительно изменился, и теперь духовенство практически в равной пропорции составляют и мужчины, и женщины. Сегодня порядка 45 % всех священников в Швеции — женщины. Кроме того, Генеральный синод состоит из 121 женщины и 130 мужчин, которые принимают ключевые решения в отношении развития и будущего Шведской церкви.

### Речь
Феминистская повестка также влияет на развитие шведского языка — в словарях и повседневной речи появляются новые слова и выражения.
Например, гендерно нейтральное местоимение hen, которое все чаще используют, указывая на человека, пол которого неизвестен, в шведском языке появилось ещё в 1960-е, а в словари попало в середине 2010-х.
Также активно развивается лексика, касающаяся вопросов женской сексуальности. Появляются новые слова, обозначающие женские половые органы (например, нейтральное разговорное слово snippa можно встретить и в словарях, и в детских книжках). В медицинских терминах также стараются отойти от оценки женщины с точки зрения «непорочности и чистоты». Так, Шведская ассоциация сексуального образования (RFSU) предлагает заменить традиционный термин mödomshinna (досл. «девственная плева») на slidkrans («вагинальная корона»).

## Феминизм в Швеции в цифрах
В целом, идеи феминизма широко поддерживаются шведским обществом. Опрос Yougov в 2016 году показал, что 27 % шведов всегда называют себя феминистами, а ещё 23 % делают это в определённых ситуациях. Идеи гендерного равенства, согласно исследованию Ipsos, поддерживают 68 % жителей в стране. По данным другого опроса Yougov, Швеция оказалась самой прогрессивной в этом смысле из 27 стран, опередив соседей по Скандинавии, Великобританию и США.
Статистика подтверждает общественные настроения. Так, в высших органах власти приблизительно половину должностей занимают женщины. С введением универсального избирательного права в 1921 году количество женщин-депутатов Риксдага постоянно растет. Если в 1921 году женщины составляли лишь 1 % от всех шведских парламентариев, то в 1965 году их было уже 12 %, в 1998 году — 43 %. По итогам выборов 2018 года в Риксдаге заседают 46 % женщин. В 2018 году пропорция депутатов от Швеции в Европарламенте составляет 52 % женщин на 48 % мужчин.
Женщин-министров также становится больше. Если в 1973 году в правительстве их было лишь 11 %, то в теперешнем кабинете Лёвена — 52 %.
Согласно статистике за 2017 год, среди населения Швеции в возрасте 25-44 года 54,4 % женщин имеют высшее образование (и 40,1 % мужчин). Среди возрастной группы 45-64 года 41,7 % женщин имеют высшее образование (и 33,6 % мужчин).
В наши дни две из трёх учёных степеней в Швеции присуждаются женщинам. Среди тех, кто учится в магистратуре и аспирантуре в шведских вузах, — мужчин и женщин примерно поровну. Однако сохраняется диспропорция в профессорском составе шведских вузов. В 2017 году среди профессоров было 72,9 % мужчин и лишь 27,1 % женщин.
И хотя в Швеции не принято делить профессии на «мужские» и «женские» и отсутствует какая-либо система квот на рабочие места, статистически в некторых профессиях преобладают женщины, а в некоторых — мужчины. Так, на должностях сиделки, няни, воспитателя в детском саду, медсестры, помощника бухгалтера преимущественно работают женщины. А разработчиками программного обеспечения, водителями грузовиков, наладчиками и операторами станков, столярами, плотниками, уборщиками, автомеханиками, электриками — мужчины.
В то же время женщины занимают 40 % высоких постов в советах директоров.
В отчете журнала CEOWORLD от 2020 года Швеция признана лучшей страной в мире для женщин. В 2019 году согласно Gender Equality Index Швеция показала наилучший результат среди стран ЕС в вопросе гендерного равенства (83.6 из 100 максимальных баллов). В гендерном рейтинге Всемирного экономического форума The Global Gender Gap Report, оценивающего разрыв между женщинами и мужчинами в политических и экономических возможностях и правах, доступе к образованию и медицинскому обслуживанию, в 2018 году Швеция оказалась на третьем месте из 149 стран, уступив Исландии и Норвегии. Для сравнения: Франция, Германия, Великобритания разместились во втором десятке. Беларусь заняла 28 место, Молдова — 35, Польша — 42, США — 51, Украина — 65, Россия — 75, Япония — 110, ОАЭ — 121. Завершают список Ирак, Пакистан, Йемен на 147—149 местах.
А в рейтинге Всемирного экономического форума Women, Business and the Law 2019: A Decade of Reform, отслеживающем связь между законодательством страны и экономическими решениями, принимаемыми женщинами, Швеция оказалась одной из шести стран, получивших наивысшую оценку 100 баллов из 100.

## Современные вызовы
Согласно отчету правительственной комиссии от 2014 года, неравенство зарплат мужчин и женщин в Швеции все ещё сохраняется. При прочих равных условиях (то есть с поправкой на разные сектора экономики, частичную занятость и так далее) шведка все равно получает лишь 87 % от зарплаты своего соотечественника-мужчины. В 2016-м годовой доход женщин в среднем составлял 79 % от годового дохода мужчин.
Такие неравные зарплаты приводят к неравным пенсиям, то есть повышают для женщин риск бедности в старости.
Рынок труда в Швеции все ещё достаточно сегрегирован: женщины работают в основном в государственном секторе и часто неполный рабочий день. Кроме того, большая часть домашней работы — ведение хозяйства, уход за детьми и так далее — также ложится на плечи женщин. А за это никто не платит, поэтому в среднем в будни шведская женщина все равно работает бесплатно на час больше мужчины.
Также в Швеции проявляется так называемый нордический парадокс: здесь, как и в Дании и Финляндии, уровень насилия в отношении женщин выше среднеевропейского. Отчасти это может объясняться и тем, что в более равноправном обществе женщины чаще заявляют о пережитом насилии в полицию. Не исключено, что дело также в отличиях ведения статистики в разных странах. Но пока данный вопрос изучен довольно плохо. Шведское правительство признаёт проблему и пытается с ней бороться: в ноябре 2016 года оно представило новую десятилетнюю стратегию, подкреплённую 900 миллионами крон финансирования.